# Saturday Night Fever (album)
A Saturday Night Fever című lemez a Bee Gees együttes diszkográfiájának huszonötödik nagylemeze.

A Bee Gees együttes pályafutása és producersége alatt az egyik legsikeresebb lemeze.
A lemez zenei anyaga megegyezik az azonos című film zenéjével. A lemezen a Bee Gees együttes mellett más előadók is szerepelnek.

## Az album dalai
A vastag betűvel jelzett dalok a Bee Gees együttes által írt, vagy játszott dalok.
1. Stayin' Alive (Barry, Robin és Maurice Gibb) (The Bee Gees) – 4:43
2. How Deep is Your Love (Barry, Robin és Maurice Gibb) (The Bee Gees) – 4:03
3. Night Fever (Barry, Robin és Maurice Gibb) (The Bee Gees) – 3:33
4. More Than a Woman (Barry, Robin és Maurice Gibb) (The Bee Gees) – 3:15
5. If I Can't Have You (Barry, Robin és Maurice Gibb) (Yvonne Elliman) – 2:17
6. A Fifth of Beethoven (Beethoven: V. szimfónia alapján) (Walter Murphy) – 3:01
7. More Than a Woman (Barry, Robin és Maurice Gibb) (Tavares) – 3:16
8. Manhattan Skyline (David Shire)  (David Shire) – 4:43
9. Calypso Breakdown (W. Eaton) (Ralph McDonald) – 7:50
10. Night on Disco Mountain (Muszorgszkij: Egy kiállítás képei alapján) (David Shire) – 5:12
11. Open Sesame (R. Bell / Kool & The Gang) (Kool & the Gang) – 3:59
12. Jive Talkin (Barry, Robin és Maurice Gibb) – 3:43
13. You Should be Dancing (Barry, Robin és Maurice Gibb) – 4:16
14. Boogie Shoes (H. W. Casey – R. Finch) (K.C. and the Sunshine Band) – 2:16
15. Salsation (D. Shire) (David Shire) – 3:50
16. K-JEE  (C. Hearndon)  (M.F.S.B.) – 4:15
17. Disco Inferno (L. Green – R. Kersey) (The Trammps) – 10:52

## A számok rögzítési ideje
A Bee Gees együttes által írt, és játszott dalok:
- 1975. január 30. és február 2.: Criteria Recording Stúdió (Miami), Atlantic Recording Stúdió (New York): Jive Talkin’
- 1976. január 18., február 18., május 6.: Criteria Recording Stúdió, Miami: You Should be Dancing
- 1977 április: Night Fever, How Deep is Your Love, Stayin' Alive, Warm Ride (Barry, Robin és Maurice Gibb) Le Château, Hérouville, Franciaország, Criteria Recording Stúdió, Miami
- 1977 szeptember: If I Can't Have You, More Than a Woman Cherokee Stúdió, Los Angeles

A Warm Ride (Barry, Robin és Maurice Gibb) szám Graham Bonnet kislemezén 1978, Andy Gibb: After Dark lemezén, valamint a Scattered Gibbs válogatáslemezen került kiadásra.
Az (Our Love) Don’t Throw it All Away (Barry Gibb-Blue Weaver) szám 1979-ben a Bee Gees Greatest lemezen jelent meg első alkalommal.

## Közreműködők
A Bee Gees együttes által játszott dalok esetében:
- Barry Gibb – ének, gitár
- Robin Gibb – ének
- Maurice Gibb – ének, gitár, basszusgitár, zongora
- Alan Kendall – gitár
- Dennis Byron – dob
- Blue Weaver – zongora, szintetizátor, billentyűs hangszerek
- Joe Lala – egyéb ütőhangszerek
- Boneroo Horns (Peter Graves, Neil Bonsanti, Bill Purse, Ken Faulk, Whit Sidener, Stan Webb) – rézfúvósok

## A nagylemez megjelenése országonként
- Argentína RSO 2479 199/200 1977
- Ausztrália RSO 2658 123 1977
- Belgium  RSO 2658 123 1977
- Brazília  RSO 2479 199/200 1977
- Egyesült Államok  RSO RS-2-4001 1977, CD: MFSL UDCD-716  1 CD 1998
- Egyesült Királyság  RSO 2658 123 1977
- Franciaország  RSO 2685 123 1977
- Hollandia  RSO 2658 123 1977, Universal 800 068-1 (180 gm) 2001
- Japán  RSO MWZ-8105/6 1978, CD: Polydor P58W20010/1 1987, Polydor POCP2004/5 1992, Polydor POCP2407 2004
- Kanada RSO RS-2-4001 1977
- Kolumbia RSO 2658 123 1978
- Koreai Köztársaság  PolyGram DG 8052 1978
- Németország  RSO 2658 123 1977, RSO 2685 123 1977
- Olaszország Polygram 2658 123 1977, RSO 2479 199/200 1977
- Spanyolország RSO 2658 123 1977
- Svájc  RSO 2658 123 1977
- Uruguay RSO 2479 199/200 1977

## Az album dalaiból megjelent kislemezek, EP-k
- How Deep is Your Love / Can't Keep a Good Man Down  Argentína RSO 2090 259 1977, Ausztrália RSO 2090 259 1977, Belgium  RSO 2090 259 1977, Brazília  RSO 2090 259 1977, Egyesült Államok  RSO RS-882 1977, Egyesült Királyság  RSO 2090 259 1977, Franciaország  RSO 2090 259 1977, Hollandia  RSO 2090 259 1977, Japán  RSO DWQ-6044 1977, Jugoszlávia RSO/RTB S54020 1977, Kanada RSO RS-882 1977, Németország  RSO 2090 259 1977, Olaszország RSO 2090 259 1977, Portugália RSO 2090 259 1977, Spanyolország RSO 2090 259 1977, Svájc  RSO 2090 259 1977
- How Deep is Your Love / Guys & Doll: Where's a Whole Lotta Loving Lengyelország  TONPRESS R-0663-II 1978 Flexi disc
- More Than a Woman / Children of the World Ausztrália RSO 2090 290 1978, Olaszország RSO 2090 290 1978, Peru RSO 2090 290 1978, Portugália RSO 2090 290 1978, Új-Zéland RSO 2090 290 1978
- Night Fever / Down the Road (live 76)  Ausztria RSO 2090 272 1978, Belgium RSO 2090 272 1978, Dél-afrikai Köztársaság RSO PS 1009 1978, Egyesült Államok  RSO RS-889 1978, Egyesült Királyság RSO 002 1978, Franciaország RSO 2090 272 1978, Hollandia  RSO 2090 272 1978, Japán  RSO DWQ 6053 1978, Kanada RSO RS-889 1978, Németország RSO 2090 272 1978, Olaszország RSO 2090 272 1978, Spanyolország RSO 2090 272 1978, Svájc  RSO 2090 272 1978, Új-Zéland RSO 2090 272 1978
- Night Fever Lengyelország  TONPRESS R-0880 1978 Flexi disc
- Night Fever / Stayin' Alive Egyesült Királyság RSO SNF1 1977 promo
- Night Fever / Night Fever Spanyolország Polydor GEES-1 1978 promo, Egyesült Államok RSO 889/WL 1978 promo
- Stayin' Alive / If I Can't Have You  Ausztrália RSO 2090 267 1978, Belgium  RSO 2090 267 1978, Brazília  RSO 2090 267 1978, Franciaország  RSO 2090 267 1978, Görögország RSO 2090 267 1978, Hollandia   RSO 2090 267 1978, Japán  RSO DWQ 6049 1978, Jugoszlávia RSO/RTB S 540 26 1978, Kanada RSO RS-885 1978, Németország  RSO 2090 267 1978, Olaszország RSO 2090 267 1978, Portugália RSO 2090 267 1978, Spanyolország RSO 2090 267 1978, Svájc  RSO 2090 267 1978, Új-Zéland RSO 2090 267 1978, Egyesült Államok  RSO RS-885 1978, Egyesült Királyság  RSO 2090 267 1978
- Stayin' Alive / Night Fever DDR Amiga 456 353 1978
- Stayin' Alive / Subway Dél-afrikai Köztársaság RSO PS 1004
- Stayin Alive / Edge of the Universe / Night Fever / All This Making Love Mexikó RSO 2450 1978
- Stayin Alive / Night Fever / More Than a Woman / You Should be Dancing / If I Can't Have You (Y.E.)  Egyesült Államok  RSO EP PRO 033 1977 promo
- Stayin' Alive / blank b-side  Egyesült Királyság RSO PRGB-1 1978 promo
- Stayin' Alive / Night Fever Egyesült Királyság RSO 1978 promo

## Eladott példányok
A Saturday Night Fever című lemezből a világ országaiban 40 millió példány (ebből Amerikában 15,5 millió, az Egyesült Királyságban 2,15 millió, Németországban 2 millió, Ausztráliában 1,2 millió, Mexikóban 600 ezer, Kanadában 2 millió, Franciaországban 2,16 millió és Hollandiában 400 ezer) került értékesítésre.

## Number One helyezés a világban
- How Deep is Your Love  Kanada, Chile, Egyesült Államok, Franciaország,
- Jive Talkin  Kanada, Egyesült Államok,
- Night Fever   Brazília, Egyesült Államok, Egyesült Királyság, Írország, Kanada, Spanyolország,
- Stayin' Alive  Ausztrália, Brazília, Chile, Egyesült Államok, Dél-afrikai Köztársaság, Franciaország, Hollandia, Kanada, Mexikó, Olaszország, Spanyolország, Új-Zéland,
- You should be dancing  Egyesült Államok, Kanada
- Saturday Night Fever album: Argentína, Ausztrália, Ausztria, Brazília, Chile, Dél-afrikai Köztársaság, Egyesült Államok, Egyesült Királyság, Franciaország, Hollandia, Japán, Kanada, Mexikó, Németország, Norvégia, Olaszország, Spanyolország, Svájc, Svédország, Új-Zéland,